# František Víťazoslav Sasinek
František Víťazoslav Sasinek (Skalica, 11 dicembre 1830 – Graz, 17 novembre 1914) è stato uno storico e presbitero slovacco.
Scrisse con gli pseudonimi di Franko Chvojnický, Pater Victor, Sirotin V., Skalnický e Slovákovič.

## Biografia
Nacque da František Sasinek e da sua moglie Anna Tichá. 
Compì gli studi nei ginnasi di Skalica e di Szolnok, nel 1846 entrò nell'ordine dei frati minori cappuccini, successivamente studiò filosofia a Tata e a Presburgo, e teologia a Scheibbs in Austria e a Presburgo, nel 1853 fu ordinato presbitero a Győr, nel 1866 superò a Praga il cosiddetto examen rigorosum che dà diritto al titolo di dottore in teologia. Fu subito impiegato come  professore e predicatore a Tata, a Presburgo, a Esztergom e a Buda. Nel 1864 fu espulso dall'ordine cappuccino e l'11 luglio dello stesso anno il vescovo Štefan Moyzes lo accolse nella diocesi di Banská Bystrica, dove divenne professore del seminario teologico e predicatore. Dal  1856 fu custode dei libri e delle raccolte della Matica slovenská, che temporaneamente erano ospitate a Banská Bystrica. Dal 1868 fu archivista diocesano.
Fu lo storico slovacco più prolifico della seconda metà del XIX secolo. Si dedicò alla storia antica della Slovacchia e degli Slovacchi, al tema dei santi Cirillo e Metodio, della Grande Moravia, del Regno d'Ungheria, ma anche del paese ceco. Come insegnante fu autore di parecchi libri di testo, in uso nelle scuole cattoliche. Scrisse opere di soggetto religioso, opere liriche, tragedie, versi, poesie d'occasione, racconti e schizzi, saggi e articoli di argomento religioso, storico e patriottico.
Sebbene la sua attività storiografica sia stato segnata dal romanticismo, da molte carenze e da conclusioni errate, ebbe un ruolo positivo nel periodo della magiarizzazione. Anche le sue attività di redattore, archivista ed editore sono state significative. Pubblicò anche una raccolta di scherzi, barzellette, aneddoti e indovinelli. Nel 1869, dopo la morte di Moyzes, ricoprì la carica di segretario della Matica slovenská. Nel 1870 fu nominato membro corrispondente della Reale Accademia ceca delle scienze. Fu cittadino onorario di Stará Turá.

## Opere
- Dejiny drievnych národov na území terajšieho Uhorska ("Storia delle antiche nazioni nel territorio dell'attuale Regno d'Ungheria"), Skalica, 1867
- Dejiny počiatkov terajšieho Uhorska ("Storia delle origini dell'attuale Regno d'Ungheria"), Skalica, 1868
- Dejiny kráľovstva Uhorského, 2/1. ("Storia del Regno d'Ungheria"), Martin, 1871
- Dejepis všeobecný a zvláštny Uhorska, svetský a náboženský ("Storia universale e patria del Regno d'Ungheria, mondana e religiosa"), Viedeň, 1871
- Archív starých česko-slovenských listín, písomností a dejepisných pôvodín pre dejepis a literatúru Slovákov 1-2 ("Archivio di antichi documenti ceco-slovacchi, scritture e lavori storiografici per la storia e la letteratura degli Slovacchi"), Martin, 1872-1873
- Sv. Method a Uhorsko ("San Metodio e il Regno d'Ungheria"), Martin, 1884
- Arpád a Uhorsko ("Arpad e il Regno d'Ungheria"), Martin, 1884
- Čechy v X. stoleti ("Il paese ceco nel X secolo"), Praha, 1886
- Záhady dějepisné, 1-4 ("I misteri della storia"), Praha, 1886-1887
- Dejiny Slovákov ("Storia degli Slovacchi"), Ružomberok, 1895
- Slováci v Uhorsku ("Gli Slovacchi nel Regno d'Ungheria"), Martin, 1904